# Costantino Nicas
Costantino Nicas (auch: Costantino Nikas, griechisch Κωνσταντίνος Νικάς; * 7. April 1935 in Kiaton, ehemalige Präfektur Korinthia, Griechenland) ist ein griechischer Byzantinist und Neogräzist und Professor für Neogräzistik an der Università degli studi di Napoli “L’Orientale”.

## Leben
Nicas hat an der Universität Athen griechische Philologie und anschließend an der Universität Rom neugriechische Sprache und Literatur studiert. Von 1962 an war er Assistent am Lehrstuhl für mittel- und neugriechische Philologie der Universität Athen. Von 1965 wissenschaftlicher Mitarbeiter am Lehrstuhl für Byzantinische Philologie der Universität Rom. 1971 wurde er zum Professor für Byzantinische Philologie an der Universität Neapel L’Orientale und 1974 zum Professor für neugriechische Sprache und Literatur ernannt. Zugleich war er von 1971 bis 1982 Ordentlicher Assistent für neugriechische Sprache an der Universität Neapel Federico II.

## Forschungsschwerpunkte
Im Bereich der byzantinischen Philologie hat er sich mit der byzantinischen Hymnographie und Hagiographie beschäftigt und unter anderem an der von Giuseppe Schirò (1905–1984) geleiteten Edition der Analecta hymnica Graeca e codicibus eruta Italiae inferioris mitgewirkt. Auf dem Gebiet der neugriechischen Sprache und Literatur hat er zur griechischen Aufklärung, der auslandsgriechischen Literatur, den griechischen Dialekten in Süditalien (Kalabrien und Apulien), zur neugriechischen Literatur vom 15. Jahrhundert bis in die Gegenwart, den Beziehungen zwischen Griechen und Italienern sowie zur griechischen Literatur und Kultur in Italien und im Westen gearbeitet. Als Übersetzer hat Nicas unzählige griechische und italienische Dichter und Erzähler im jeweils anderen Land bekanntgemacht.
Nicas hat die philologische Zeitschrift Italoellinikà und eine dazugehörige Monographienreihe Quaderni di Italoellinikà begründet und zahlreiche internationale Kongresse zu Themen der neugriechischen Literatur und zur griechischen Kultur organisiert. Das antike griechische Theater hat er in Kursen behandelt und neben vielen anderen kulturellen Veranstaltungen im Bereich des Tanzes und der Musik auch zahlreiche Inszenierungen betreut.

## Auszeichnungen
- 2006 Premio Teocle für seinen Beitrag zur Verbreitung der griechischen Kultur in Italien
- 2010 Ehrendoktor der Universität Athen

## Schriften (Auswahl)
- Canones aprilis. Constantinus Nikas collegit et instruxit. Istituto di studi bizantini e neoellenici, Universita di Roma, Rom 1970 (Analecta hymnica Graeca e codicibus eruta Italiae inferioris, Band 8)
- Canones maii. Constantinus Nikas collegit et instruxit. Istituto di studi bizantini e neoellenici, Universita di Roma, Rom 1973 (Analecta hymnica Graeca e codicibus eruta Italiae inferioris, Band 9)
- I primi tentativi di latinizzazione dei Greci di Napoli e le prime "carte assolutorie" orientali in Occidente. 1998.